# Observation Peak (Wyoming)
Der Observation Peak ist ein Berg im Yellowstone-Nationalpark im Nordwesten des US-Bundesstaates Wyoming. Sein Gipfel hat eine Höhe von 2865 m und ist Teil der Gallatin-Range in den Rocky Mountains. Der Observation Peak liegt westlich des Hedges Peak und des Dunraven Peak, nördlich des Grebe Lake und kann über den 15,6 km langen Observation Peak Trail erreicht werden. Dieser startet in Canyon Village am Grand Canyon of the Yellowstone und führt vorbei am Cascade Lake bis zum Gipfel. Auf dem Gipfel befindet sich ein Feuerwachturm.

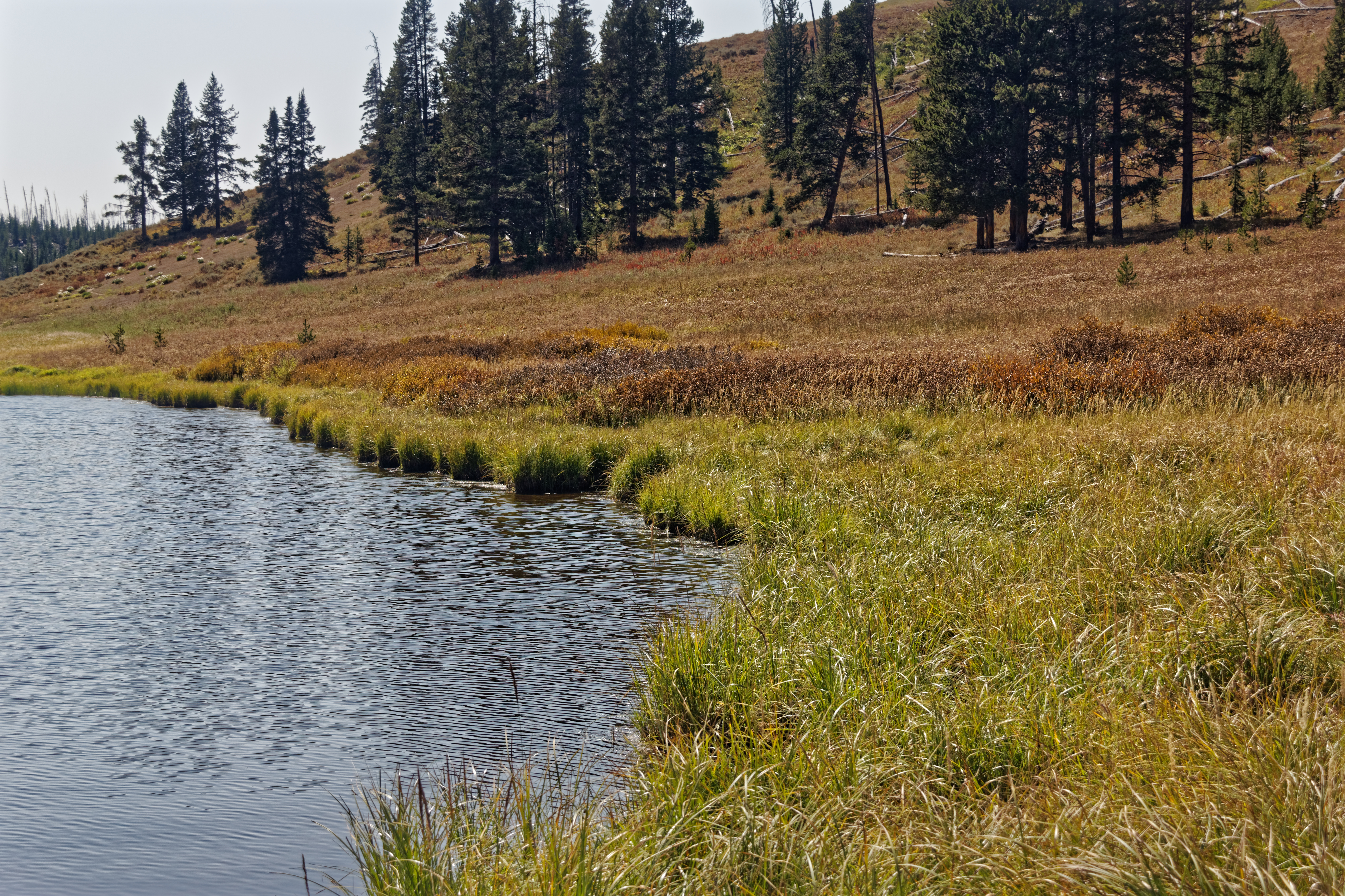
Observation Peak Trail am Grebe Lake

## Belege
1. ↑  Peakbagger: Observation Peak. Abgerufen am 5. Januar 2021.
2. ↑  National Park Service: Observation Peak Trail. Abgerufen am 5. Januar 2021 (englisch).
3. ↑  Observation Peak : Climbing, Hiking & Mountaineering : SummitPost. Abgerufen am 5. Januar 2021.